# Hebei Football Club
El Hebei Football Club (en chino tradicional, 河北足球俱樂部; en chino simplificado, 河北足球俱乐部; pinyin, Héběi Zúqiú Jùlèbù) fue un club de fútbol profesional ubicado en Qinhuangdao, Hebei, China. Desde el año 2014 hasta el año 2023 compitió en la Superliga de China y en la Primera Liga China.

## Historia
El equipo fue fundado el 28 de mayo de 2010 como «Hebei Yilinshanzhuang» mediante un acuerdo entre la federación de fútbol de la provincia de Hebei y la empresa Hebei Zhongji. En 2011 se inscribieron en la tercera categoría nacional y no fueron capaces de ascender, por lo que Zhongji rompió su colaboración federativa, asumió el control completo de la entidad y la rebautizó con el nombre de la empresa. Dos años después consiguieron ser campeones de grupo y ascender a la Primera Liga China, debutando en la temporada 2014 con una discreta decimocuarta posición bajo la dirección del uruguayo Nelson Agresta.
El 27 de enero de 2015 la inmobiliaria China Fortune Land Development se hizo con el control del equipo y le cambió su nombre por el «Hebei China Fortune». Con el objetivo de subir a la máxima categoría a corto plazo, los nuevos propietarios contrataron a Radomir Antić como técnico y al delantero brasileño Edu como su mayor estrella. Antić solo permaneció seis meses en Hebei y fue reemplazado por el veterano técnico chino Li Tie, quien certificó el ascenso a la Superliga con un segundo puesto. 
El 10 de febrero de 2021 el equipo cambió su nombre por el actual «Hebei Football Club».
Algunos jugadores de renombre que pasaron por el club fueron Nenad Milijaš, Miroslav Radović, Ibba Laajab, Stéphane M'Bia, Gervinho, Gaël Kakuta, Ezequiel Lavezzi entre otros.
En el año 2023 el club deja de competir en el fútbol profesional de China.

## Estadio
El estadio de Langfang era donde el Hebei Football Club disputaba sus partidos como local con aforo para 30.000 espectadores.